# Ширяево (городской округ Клин)
Ширяево — деревня в Клинском районе Московской области, в составе Воронинского сельского поселения. Население — 84 чел. (2010). До 2006 года Ширяево входило в состав Воронинского сельского округа
Деревня расположена в северной части района, примерно в 10 км к северо-востоку от райцентра Клин, на левом берегу реки Лутосня (правый приток Сестры), высота центра над уровнем моря 147 м. Ближайшие населённые пункты — примыкающее на севере Шевляково и Опалево в 800 м на юго-запад. Через деревню проходит автодорога А108 Московское большое кольцо.

## Население
| 2002 | 2006 | 2010 |
| ---- | ---- | ---- |
| 57   | ↘55  | ↗84  |